# John Ward (1779–1855)
Pour les articles homonymes, voir John Ward.
 (juin 2025).
John Ward (22 décembre 1779 - 24 février 1855) est un homme politique britannique.
Ward fait construire Holwood House (en) pour lui entre 1823 et 1826 et y réside,.
Ward est député pour Leominster du 11 février au 2 août 1830.
Ward est High Sheriff du Kent (en) en 1835.
Il est mort à 75 ans.